# О’Райли, Мэтт
Мэ́ттью Шон О’Ра́йли (дат. Matthew Sean O'Riley; род. 21 ноября 2000, Хаунслоу, Большой Лондон) — датский футболист, полузащитник английского клуба «Брайтон энд Хоув Альбион» и сборной Дании.

## Клубная карьера
О’Райли — воспитанник клуба «Фулхэм». 1 января 2020 года в матче против «Рединга» он дебютировал в английском Чемпионшипе. В начале 2021 года О’Райли перешёл в «Милтон-Кинс Донс». 26 января в матче против «Чарльтон Атлетик» он дебютировал в Первой лиге Англии. В начале 2022 года О’Райли перешёл в шотландский «Селтик», подписав контракт на 4,5 года. 26 января в матче против «Харт оф Мидлотиан» он дебютировал в шотландской Премьер-лиге. 9 февраля в поединке против «Абердина» Мэтт забил свой первый гол за «Селтик». В составе клуба игрок дважды выиграл чемпионат и завоевал Кубок Шотландии.
Летом 2024 года О’Райли подписал контракт на 5 лет с «Брайтон энд Хоув Альбион». Сумма трансфер составила 30 млн. евро. 27 августа в поединке Кубка английской лиги против «Кроли Таун» Мэтт дебютировал за основной состав. 

## Международная карьера
20 ноября 2023 года в отборочном матче чемпионата Европы 2024 против сборной Северной Ирландии О’Райли дебютировал за сборную Дании. 

## Статистика

### Матчи О’Райли за сборную Дании
| Матчи О’Райли за сборную Дании | Матчи О’Райли за сборную Дании | Матчи О’Райли за сборную Дании | Матчи О’Райли за сборную Дании | Матчи О’Райли за сборную Дании | Матчи О’Райли за сборную Дании |
| ------------------------------ | ------------------------------ | ------------------------------ | ------------------------------ | ------------------------------ | ------------------------------ |
| №                              | Дата                           | Соперник                       | Счёт                           | Голы О’Райли                   | Соревнование                   |
| 1                              | 20 ноября 2023                 | Северная Ирландия              | 0:2                            | —                              | Чемпионат Европы 2024 (отбор)  |
| 2                              | 26 марта 2024                  | Фарерские острова              | 2:0                            | —                              | Товарищеский матч              |

Итого: 2 матча / 0 голов; 1 победа, 0 ничьих, 1 поражение.

## Достижения
«Селтик»
- Победитель шотландской Премьер-лиги (2): 2021/22, 2022/23
- Обладатель Кубка Шотландии: 2022/23
- Обладатель Кубка шотландской лиги (2): 2021/22, 2022/23